# Pskowskoje (Kaliningrad, Osjorsk, Gawrilowo)
Pskowskoje (russisch Псковское, deutsch Friedrichsberg) ist ein Ort in der russischen Oblast Kaliningrad. Er gehört zur kommunalen Selbstverwaltungseinheit Munizipalkreis Osjorsk im Rajon Osjorsk.
Er ist nicht zu verwechseln mit dem gleichnamigen zwei Kilometer nordwestlich gelegenen kleinen Ort Pskowskoje (dt. (Königlich) Pogrimmen/Grimmen).

## Geographische Lage
Pskowskoje liegt neun Kilometer östlich der Rajonstadt Osjorsk (Darkehmen/Angerapp) an der Kommunalstraße 27K-189 von Jablonowka (Wilhelmsberg) nach Bagrationowo (Wikischken/Wiecken).
Ein Bahnanschluss besteht nicht mehr, seit die Bahnstrecke Insterburg–Lyck mit der Bahnstation in Wikischken/Wiecken nach 1945 in ihrem sowjetischen Abschnitt nicht mehr aktiviert wurde.

## Geschichte
Der Ort wurde vor 1566 als Schaakmeez gegründet. Später hieß er Szackunen und Schackumischken. Um 1785 wurde er in Friedrichsberg umbenannt. Anfang des 19. Jahrhunderts war Friedrichsberg ein Vorwerk der Domäne Königsfelde (heute russisch Nowo-Slawjanskoje). Später wurde Friedrichsberg ein eigenständiges Gut, zu dem auch das Vorwerk Kohlau (vorher Kohlelischken, heute russisch Kolzowo) gehörte. 1874 wurde der Gutsbezirk Friedrichsberg dem neu gebildeten Amtsbezirk Wilhelmsberg (heute russisch: Jablonowka) im Kreis Darkehmen zugeordnet. Im Jahre 1910 zählte er 255 Einwohner. Am 7. August 1925 wurde das Vorwerk Kohlau aus dem Gutsbezirk Friedrichsberg ausgegliedert und das eigentliche Gut Friedrichsberg in eine Landgemeinde umgewandelt. Im gleichen Jahr zählte Friedrichsberg 355 Einwohner, deren Zahl 1933 noch 308 und 1939 310 betrug.
Im Januar 1945 wurde der Ort von der Roten Armee besetzt. Die neue Polnische Provisorische Regierung ging zunächst davon aus, dass er mit dem gesamten Kreis Darkehmen (Angerapp) unter ihre Verwaltung fallen würde. Im Potsdamer Abkommen (Artikel VI) von August 1945 wurde die neue sowjetisch-polnische Grenze aber unabhängig von den alten Kreisgrenzen anvisiert, wodurch der Ort unter sowjetische Verwaltung kam. Im Juni 1947 erhielt er den russischen Namen „Pskowskoje“ und wurde gleichzeitig Sitz eines Dorfsowjets im Rajon Osjorsk. Die polnische Umbenennung des Ortes in Szakuny im Juli 1947 wurde nicht mehr wirksam. Im Jahr 1954 gelangte Pskowskoje in den Gawrilowski selski Sowet. Von 2008 bis 2014 gehörte der Ort zur Landgemeinde Gawrilowskoje selskoje posselenije, von 2015 bis 2020 zum Stadtkreis Osjorsk und seither zum Munizipalkreis Osjorsk.

## Pskowski selski Sowet 1947–1954
Der Dorfsowjet Pskowski selski Sowet (ru. Псковский сельский Совет) wurde im Juni 1947 eingerichtet. Im Jahr 1954 wurde der Dorfsowjet wieder aufgelöst und an den Gawrilowski selski Sowet angeschlossen.
| Ortsname                            | Name bis 1947/50                                      | Jahr der Umbenennung |
| ----------------------------------- | ----------------------------------------------------- | -------------------- |
| Bagrjanowo (Вагряново)              | Kuddern 1938–1945: „Kudern“                           | 1950                 |
| Borowitschi (Боровичи)              | Tautschillen, 1938–1945:"Altentrift"                  | 1947                 |
| Jablonowka (Яблоновка)              | Wilhelmsberg                                          | 1947                 |
| Melnikowo (Мелниково)               | Murgischken, 1938–1945:"Bastental"                    | 1947                 |
| Nowochatka (Новохатка)              | Skarupnen, 1938–1945:"Hartental"                      | 1947                 |
| Nowoselzewo (Новосельцево)          | Worellen, 1938–1945:"Runden"                          | 1947                 |
| Nowo-Slawjanskoje (Ново-Славянское) | Königsfelde                                           | 1947                 |
| Nowoslawkino (Новославкино)         | Schaltinnen, 1938–1945:"Quellental"                   | 1947                 |
| Pskowskoje (Псковское)              | Friedrichsberg                                        | 1947                 |
| Slawkino (Славкино)                 | Gut Wilhelmsburg                                      | 1950                 |
| Solnetschnoje (Солнечное)           | Szameitschen/Schameitschen, 1938–1945:"Brahmannsdorf" | 1947                 |
| Wolkowo (Волково)                   | Raudohnen, 1938–1945:"Raunen"                         | 1950                 |

## Kirche
Die meistenteils evangelische Einwohnerschaft von Friedrichsberg war bis 1945 in das Kirchspiel Wilhelmsberg (heute russisch: Jablonowka) eingepfarrt. Es gehörte zum Kirchenkreis Darkehmen (1938–1946 Angerapp) in der Kirchenprovinz Ostpreußen der Kirche der Altpreußischen Union. Letzter deutscher Geistlicher war Pfarrer Johannes Schenk.
Während der Zeit der Sowjetunion war kirchliches Leben untersagt. Erst in den 1990er Jahren bildeten sich in der Oblast Kaliningrad neue evangelische Gemeinden, deren Pskowskoje nächstgelegene die in Gawrilowo (Gawaiten, 1938–1946 Herzogsrode) ist. Sie ist in die Propstei Kaliningrad in der Evangelisch-Lutherischen Kirche Europäisches Russland (ELKER) eingegliedert. Die zuständigen Geistlichen sind die Pfarrer der Salzburger Kirche in Gussew (Gumbinnen).

## Persönlichkeiten
- Gerhard Hotop, deutscher Landrat, in Friedrichsberg geboren